# Missile Football Club
O Missile Football Club é um clube de futebol com sede em Libreville, Gabão. A equipe compete no Campeonato Gabonês de Futebol.

## História
O clube foi fundado em 2003.